# Live (musikgrupp)
Live är en amerikansk rockgrupp från York, Pennsylvania. Under 1990-talet var det en av de mest framgångsrika grupperna i genren alternativ rock. Gruppen består av fyra medlemmar: Chad Taylor (gitarr), Patrick Dahlheimer (basgitarr), Ed Kowalczyk (sång) och Chad Gracey (trummor). Bandets originalsångare, Ed Kowalczyk, lämnade gruppen i november 2009, men återförenades med gruppen i december 2016.

## Historia
Gruppen har figurerat under flera namn genom åren. Under 1980-talet bildades gruppen First Aid som senare blev Public Affection. Albumet The Death of a Dictionary släpptes 1989 av Public Affection men rönte inga större framgångar.
Efter att Jerry Harrison, tidigare medlem i gruppen Talking Heads, kontaktats producerade han skivan Mental Jewelry, vilket var Lives första fullängdsskiva. Musiken på skivan baserades på texter av den indiska filosofen Jiddu Krishnamurti och gav gruppen den framgång de eftersträvat. Den efterföljande skivan, Throwing Copper från 1994, blev sedan gruppens riktiga genombrott och gav dem en förstaplats på den amerikanska och en 37:e plats på den brittiska försäljningslistan. Skivan har sålt åtta gånger platina (en miljon skivor), vilket gör den till en av de 150 mest sålda skivorna genom tiderna i USA .
Efterföljande album har släppts utan större genomslag även om Secret Samadhi uppnådde liknande listframgångar som dess föregångare.
I USA är bandet inte lika framgångsrikt som i Europa (främst Nederländerna), Australien och Nya Zeeland. Ed Kowalczyk ska exempelvis ha sagt: "Holland is the center of the Live universe".
2001 var låten "Forever May Not Be Long Enough" från albumet V officiellt soundtrack till den amerikanska filmen Mumien - återkomsten (engelsk titel The Mummy Returns).
I april 2006 släpptes gruppens åttonde skiva, Songs from Black Mountain.

## Medlemmar
Nuvarande medlemmar

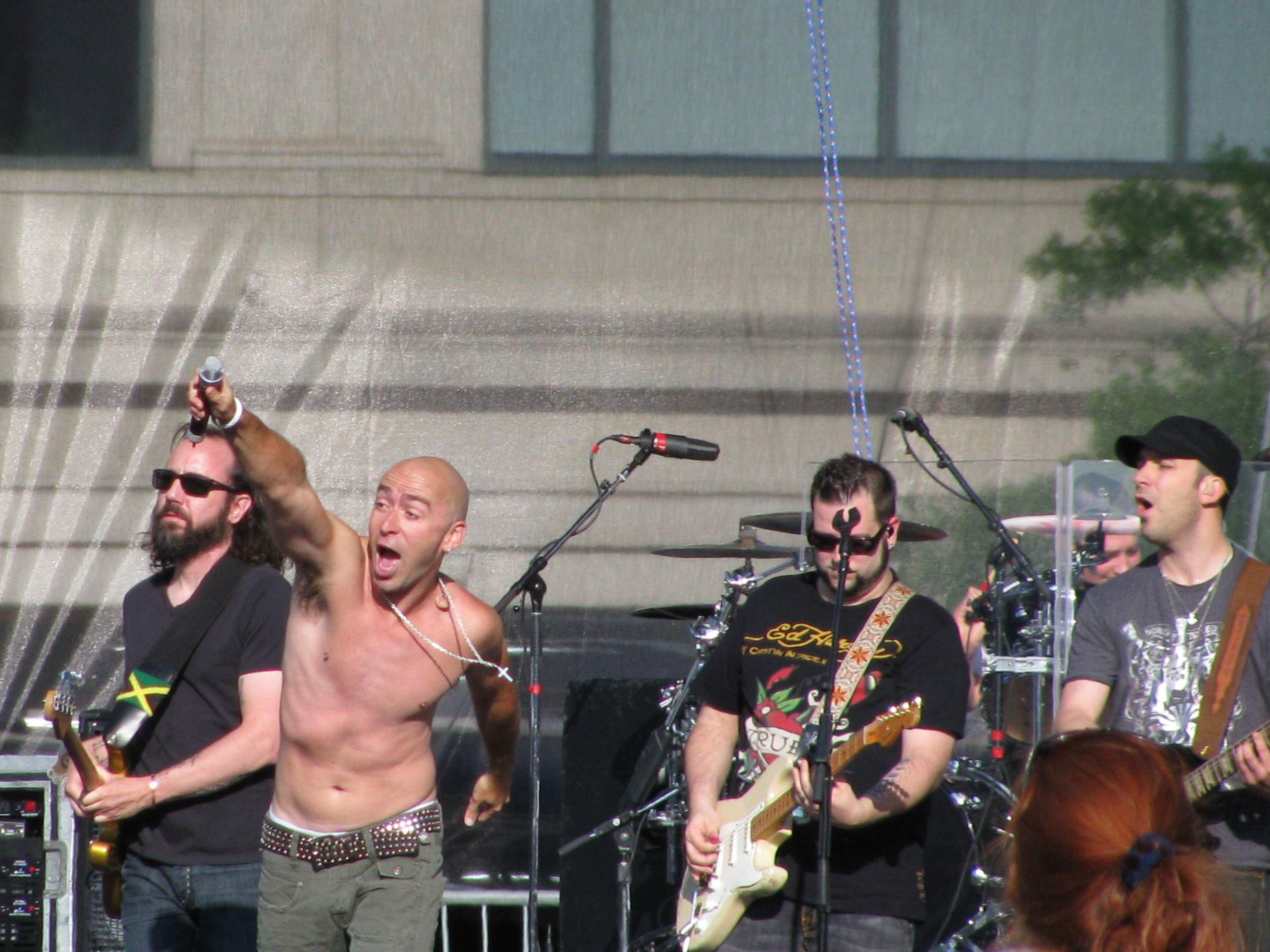
Live spelar i Washington, D.C., 10 maj 2008. Från vänster: Patrick Dahlheimer, Ed Kowalczyk, Chad Taylor, Chad Gracey (i bakgrunden) och Adam Kowalczyk.

- Chad Taylor – sologitarr, bakgrundssång (1989–2009, 2012– )
- Patrick Dahlheimer – basgitarr (1989–2009, 2012– )
- Chad Gracey – trummor (1989–2009, 2012– )
- Ed Kowalczyk – sång, rytmgitarr (1989–2009, 2016– )

Nuvarande turnerande medlemmar
- Zak Loy – rytmgitarr, mandolin, bakgrundssång (2016– )
- Clint Simmons – percussion (2019– )

Tidigare medlemmar
- Chris Shinn – sång, rytmgitarr (2012–2016)

Tidigare turnerande medlemmar
- Christopher Thorn – rytmgitarr (1998)
- Adam Kowalczyk – rytmgitarr, bakgrundssång (1999–2009)
- Michael "Railo" Railton – keyboard (1999–2002)
- Sean Hennesy – rytmgitarr (2012)
- Alexander Lefever – keyboard (2012)
- Robin Diaz – trummor (2017–2019)

## Diskografi
Studioalbum
- The Death of a Dictionary (1989) (som  Public Affection)
- Four Songs (1991)
- Mental Jewelry (1991)
- Throwing Copper (1994)
- Secret Samadhi (1997)
- The Distance to Here (1999)
- V (2001)
- Birds of Pray (2003)
- Awake: The best of Live (2004)
- Songs from Black Mountain (2006)
- The Turn (2014)

Livealbum
- Live at the Paradiso – Amsterdam (2008)

EP
- Divided Mind, Divided Planet (1990)
- Four Songs (1991)